# Victor Selvino Arenhart
Victor Selvino Arenhart (ur. 23 grudnia 1948 w Campo Grande, zm. 17 maja 2010) – argentyński duchowny katolicki, biskup Oberá w latach 2009-2010.

## Życiorys
Święcenia kapłańskie przyjął 5 marca 1977 i uzyskał inkardynację do diecezji Posadas. Pracował przede wszystkim jako duszpasterz parafialny, był także m.in. rektorem seminarium w Posadas oraz wikariuszem generalnym diecezji. W latach 2000–2001 pełnił funkcję administratora diecezji.
29 kwietnia 2009 papież Benedykt XVI mianował go biskupem nowo utworzonej diecezji Oberá. Sakry biskupiej udzielił mu 15 sierpnia 2009 abp Adriano Bernardini.
Zginął 17 maja 2010 w wypadku samochodowym w okolicach miejscowości Caraguatay. Wraz z nim zginął także kanclerz kurii diecezjalnej, ks. Hugo Oscar Staciuk.